# Йонец (гмина)
Йонец (пол. Joniec) — сельская гмина (волость) в Польше, входит как административная единица в Плоньский повет, Мазовецкое воеводство. Население — 2620 человек (на 2004 год).

## Демография
| Перепись                       | Всего   | Всего | Женщины | Женщины | Мужчины | Мужчины |
| ------------------------------ | ------- | ----- | ------- | ------- | ------- | ------- |
| Единицы                        | человек | %     | человек | %       | человек | %       |
| Население                      | 2620    | 100   | 1341    | 51,2    | 1279    | 48,8    |
| Плотность населения (чел./км²) | 36,1    | 36,1  | 18,5    | 18,5    | 17,6    | 17,6    |

## Сельские округа
1. Адамово
2. Йонец
3. Йонец-Колёня
4. Юзефово
5. Крайенчин
6. Крулево
7. Людвиково
8. Нова-Врона
9. Оменцины
10. Осек
11. Попельжын-Гурны
12. Попельжын-Завады
13. Пробощевице
14. Собески
15. Собокленщ
16. Стара-Врона
17. Шумлин

## Соседние гмины
1. Гмина Насельск
2. Гмина Нове-Място
3. Гмина Плоньск
4. Гмина Сохоцин
5. Гмина Закрочим
6. Гмина Залуски